# Tržní podíl
Tržní podíl slouží k hodnocení konkurenční pozice podniku. Předpokladem je, že jakmile roste tržní podíl společnosti, tak zároveň roste také její zisk. Pokles nákladů je důsledek snadnějšího přístupu k levným zdrojům a také zvýšenou mírou hospodárnosti. Pokud má podnik vyšší tržní podíl, tak je pro něj snadnější nákup nebo výroba vlastních komponent. Tedy dosažení většího tržního podílu je důležitý pro získání silnější konkurenční pozice.
Růst tržního podílu vede k lepší výkonnosti podniku. Ten souvisí s dalším ukazatelem, jako je rentabilita investovaného kapitálu. Obecně také platí, že podniky s vyšším tržním podílem dosahují větší ziskovosti než ty s podílem menším, a také obvykle více diferencují své produkty. Tím ještě posilují svou konkurenční pozici a mohou si dovolit nastavit vyšší cenu než konkurence. Při zvyšování ziskovosti je důležitá kvalita výrobků nebo služeb, které společnost poskytuje. K udržení podílu na trhu je potřeba, aby podnik poskytoval kvalitní výrobky, které zákazník ocení a nespoléhat pouze na dobrou úroveň marketingu.

## Metody měření tržního podílu
Celkový tržní podíl – podíl obratu firmy na celkovém tržním obratu.
Tržní podíl na obsluhovaném trhu – podíl obratu firmy na celkovém obratu na trhu, který firma obsluhuje (obsluhovaným trhem rozumíme všechny kupce, kteří jsou ochotni koupit výrobek, který společnost nabízí).
Relativní tržní podíl – vyjádření tržního podílu v porovnání s největším konkurentem.

## BCG matice

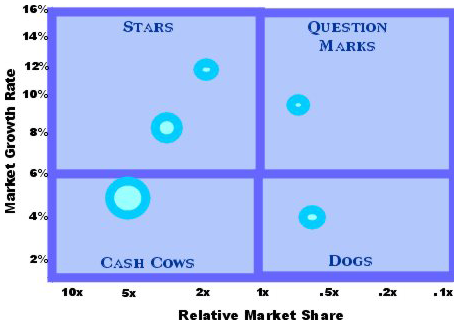
BCG-matice produktů

S tržním podílem úzce souvisí tzv. BCG matice, kterou vytvořila Boston Consulting Group, protože chtěla pomoci při analýze své obchodní jednotky nebo výrobkové řady. Poprvé byla použita v roce 1968 a její principy fungují dodnes. Cílem bylo poskytnout manažerům vodítko, aby mohli lépe alokovat finanční prostředky na vývoj těch produktů, které jsou pro firmu přínosné a důležité. V praxi se matice spojuje také s životním cyklem výrobku.
BCG matice představuje uspořádání strategických jednotek společnosti (SBU- strategic business unit) v kvadrantech, kde je na svislé ose zaznačen růst trhu (ukazatel atraktivity trhu), a na vodorovné ose relativní tržní podíl (ukazatel pozice firmy na trhu). Pomocí zaznačených hodnot můžeme odečíst čtyři typy SBU:
Hvězdy – Výrobky, služby či oblast podnikání, které se vyznačují vysokým tržním podílem na rychle se rozvíjejícím trhu. Jsou finančně náročné, jelikož vyžadují značné investice, aby se udržely na trhu, jelikož rychlý růst trhu přiláká konkurenci. Hvězdy představují nový výrobky na začátku svého životního cyklu, převážně doplněné nějakou inovací. Postupem času se jejich růst zpomalí a stanou se z nich dojné krávy.
Dojné krávy – Jedná se o zavedené a úspěšné SBU charakteristické vysokým podílem na pomalu rostoucím trhu, takže už nepotřebují takové investice jako hvězdy. Dojné krávy představují vrchol životního cyklu výrobku, a proto, aby se tam udržely co nejdéle, je dobré tento výrobek exportovat do zahraničí a prodloužit tak jeho funkci generátoru financí.
Prašiví psi – Malý tržní podíl a pomalu rostoucí trh představuje další skupinu SBU. Rodí se obvykle ze špatných manažerských rozhodnutí nebo z dojných krav, o které se firma nedostatečně starala. Představují výrobky na konci svého životního cyklu. Zdálo by se, že nejlepší by bylo se takových produktů zbavit, nicméně nic není tak jednoznačné. Pokud takové výrobky firmě sice nic nevydělávají, nejsou vyloženě ztrátové a firma s jejich pomocí propaguje své jméno nebo jiné výrobky, stojí za uvážení, zda si je ponechat. Jedná se například o zvýhodněné služby pro sociálně nebo zdravotně postižené občany. Druhým příkladem je získání referencí, které pomohou firmě v budoucnu.
Otazníky – Podnikatelské jednotky s nízkým podílem na rychle rostoucím trhu. Představují pro manažery zásadní otázku, do kterých otazníků se vyplatí investovat, aby si udržely svůj podíl a v budoucnu jej navýšily, proměnily se ve hvězdy a posléze dojné krávy. 

### Strategie spojené s portfolio analýzou BCG
Strategie zvýšení tržního podílu – firma zakládá nové SBU v perspektivních odvětvích. Tato strategie se doporučuje zejména pro otazníky, které mají předpoklady stát se hvězdou. Vyžaduje silnou finanční podporu ze strany firmy.
Strategie zachování stávajícího tržního podílu - tato strategie je uplatňována u dojných krav, kdy pro firmy je obvykle důležité udržet si toto postavení i do budoucna. Dále se tato strategie využívá u hvězd, které si chce firma udržet nebo zlepšit jejich pozici. V takovém případě firma předpokládá, že růst trhu se zpomaluje a z hvězd se stávají dojné krávy.
Strategie snížení tržního podílu s cílem získat okamžitě anebo ve velmi krátkém časovém horizontu zvýšené příjmy hotových peněz. Hlavní myšlenkou této strategie je získání hotových peněz, které pak firma investuje do hvězd, případně do nadějných otazníků. Tržní podíl je zde snižován na úkor dojných krav, otazníků i prašivých psů s nejasnou budoucností.
Strategie odchodu z trhu – jedná se o likvidaci podnikatelských jednotek (SBU), jejichž program může být ukončen nebo mohou být prodány a získané prostředky pak investovány jinde. U likvidovaných jednotek jde zejména o psy, případně také o příliš nákladné otazníky.
Vzhledem k tomu, že postavení jednotek v matici není neměnné, musí být firmy neustále připraveny na změny v postavení stávajících jednotek i na vstupy jednotek nových.

## Ansoffova matice
Matice produktů a expanze na nové trhy je manažerským nástrojem pro identifikaci příležitostí k růstu tržního podílu. Využívá se, pokud je nějaký produkt na konci svého životního cyklu a firma se musí rozhodnout, co s ním udělá. Umožňuje zvolit vhodnou tržně-produktovou strategii podniku a ohodnotit související rizika.
Zachycuje dvě dimenze: Vertikální osa trhů – stávající a nové trhy
			Horizontální osa produktů – stávající a nové produkty 
Při kombinaci těchto proměnných dostaneme čtyři možné strategie: tržní penetraci, rozvoj produktu, rozvoj trhu a diverzifikaci.
|                | Stávající produkty | Nové produkty   |
| Stávající trhy | Tržní penetrace    | Rozvoj produktu |
| Nové trhy      | Rozvoj trhu        | Diverzifikace   |

Tržní penetrace – Jedná se o nejméně rizikovou strategii, při které se firma snaží ještě více proniknout se stávajícím produktem na již existujícím trhu. Firma chce zvýšit tržby pomocí zvýšených výdajů na podporu prodeje, reklamy apod. Může využít stávající zdroje, kapacity a postupy, ale pokud už se o to jednou snažila a neuspěla, je nutné zvolit jinou variantu.
Rozvoj trhu – rizikovější než předchozí, hledání nových tržních segmentů a zákazníků, kterým firma nabízí své produkty. Firmy volí tuto možnost, pokud je pro ni složité přejít na nové produkty, stávající trhy a segmenty jsou vyčerpány nebo pokud existuje právní omezení na daném trhu.
Rozvoj produktu – opět více rizikovější strategie než předchozí, ambiciózní strategie, kdy firma zůstává na stávajících trzích, ale investuje do vývoje a výzkumu produktu, na jehož konci představí inovovaný nebo zcela nový produkt. Nejvíce se využívá v automobilovém průmyslu pro nové modely aut. Pokud je firma úspěšná a silná v inovacích, může tato strategie přinést zvýšení tržního podílu. 
Diverzifikace – nejrizikovější strategie, při které firma nabízí nové produkty na nových trzích, o kterých má malé znalosti. Nemá žádné zkušenosti, proto je nutná velice dobrá analýza a příprava celého projektu.